# Cystiphora sanguinea
Cystiphora sanguinea är en tvåvingeart som först beskrevs av Bremi 1847.  Cystiphora sanguinea ingår i släktet Cystiphora och familjen gallmyggor. Inga underarter finns listade i Catalogue of Life.